# Lustadt
Lustadt ist eine Ortsgemeinde im Landkreis Germersheim in Rheinland-Pfalz. Im regional verwendeten Pfälzer Dialekt wird sie Loscht oder Luscht genannt. Sie gehört der Verbandsgemeinde Lingenfeld an.

## Geographie

### Lage
Lustadt liegt im Südosten von Rheinland-Pfalz zwischen Rhein und Pfälzerwald in der Region Südpfalz. Die Großstädte Ludwigshafen und Karlsruhe sind 36 km bzw. 50 km entfernt, nach Speyer und nach Landau sind es jeweils 17 km. Die Kreisstadt Germersheim befindet sich ca. 12 km südöstlich. Der Süden der Gemeindegemarkung liegt innerhalb des Bellheimer Waldes.

### Gemeindegliederung
Die Gemeinde besteht aus den beiden Ortsteilen
- Niederlustadt mit den Wohnplätzen Auf der Heide, Im Röderfeld und Am Klärwerk
- Oberlustadt mit den Wohnplätzen An der Hohen Straße, Auf der Büsche, Bei der Ziegelei, Fuchsgarten, In den Niedergärten, Lachenmühle, Ludwigsmühle und Ober dem Dorf

### Nachbargemeinden
Nachbargemeinden von Lustadt sind Bellheim, Freisbach, Germersheim, Weingarten (Pfalz), Westheim (Pfalz), Zeiskam (alle Landkreis Germersheim) und Freimersheim (Pfalz) (Landkreis Südliche Weinstraße).

Panorama von Lustadt

### Gewässer
Von West nach Ost durchfließt der Hofgraben das Gemeindegebiet, ein linker Mündungsarm der Queich; letztere durchfließt den Süden der Gemarkung. Der Hofgraben mündet in Lingenfeld von links in den Lingenfelder Altrhein, einen westlichen Mäander des Rheins. Ganz im Süden bildet die Sollach die Gemarkungsgrenze zu Bellheim. Nördlich des Siedlungsgebiets fließt der Hainbach. Ganz im Norden bildet der Bruchbach für ein kurzes Stück die nördliche Gemarkungsgrenze.

## Geschichte
Lustadt zählt zu den ältesten Siedlungen des Landkreises Germersheim. Urkundlich erwähnt wurde der Ort erstmals 773 im Lorscher Codex anlässlich der Schenkung von zwei Morgen Land in pago spirensi (im Speyergau) in Lustater marca (in der Gemarkung Lustadt) an das Kloster Lorsch. Im Jahr 985 wurde der Ort Opfer des Salischen Kirchenraubs.
Zwischen Zeiskam und Lustadt stand die Komturei Heimbach, ein großer mittelalterlicher Klosterhof des Johanniter-, später Malteserordens mit beherrschendem Einfluss auf die Region. Die Anlage samt Kirche wurde 1525 im Bauernkrieg zerstört. Aus dem gleichen Jahrhundert stammt die katholische Pfarrkirche St. Laurentius in Niederlustadt, ein bemerkenswerter spätgotischer Bau aus dem Jahre 1510.
Im Laufe der Jahrhunderte wurde der Ort in Oberlustadt im Westen und Niederlustadt im Osten geteilt.
Im Zuge der rheinland-pfälzischen Verwaltungsreform wurden die beiden Gemeinden mit Wirkung vom 7. Juni 1969 wieder zu der neuen Gemeinde Lustadt zusammengelegt. Drei Jahre später wurde die Gemeinde in die neu gebildete Verbandsgemeinde Lingenfeld eingegliedert.
Am 12. August 1998 wurde die örtliche Sparkasse ausgeraubt, was in Zusammenhang mit der Bankraubserie Nordbaden/Südpfalz stand.

## Bevölkerung

### Einwohnerstatistik
Wenn nicht gesondert aufgeführt, ist die Quelle der Daten das Statistische Landesamt Rheinland-Pfalz. Die Zahlen beziehen sich auf das heutige Gemeindegebiet, also Nieder- (N) und Oberlustadt (O) zusammengefasst.

Einwohnerentwicklung von Lustadt von 1802 bis 2017 nach nebenstehender Tabelle

| Jahr | Einwohner (N/O)   |
| ---- | ----------------- |
| 1802 | 1.384 (562/822)   |
| 1815 | 1.729             |
| 1835 | 2.082             |
| 1849 | 2.425 (932/1.493) |
| 1861 | 2.330 (862/1.468) |
| 1871 | 2.305 (905/1.400) |
| 1905 | 2.063             |
| 1939 | 2.286             |

| Jahr | Einwohner |
| ---- | --------- |
| 1950 | 2.572     |
| 1965 | 2.937     |
| 1970 | 2.967     |
| 1975 | 2.893     |
| 1980 | 2.785     |
| 1985 | 2.793     |
| 1990 | 3.021     |
| 1995 | 3.137     |

| Jahr | Einwohner |
| ---- | --------- |
| 2000 | 3.272     |
| 2005 | 3.376     |
| 2010 | 3.186     |
| 2013 | 3.280     |
| 2015 | 3.298     |
| 2017 | 3.323     |

### Konfessionsstatistik
Im Jahr 1871 waren von insgesamt 905 Einwohnern Niederlustadts 81 % evangelisch, 16 % katholisch und 3 % (29 Personen) jüdisch. Von den 1400 Einwohnern Oberlustadts waren 79 % evangelisch, 12 % katholisch und 9 % (132 Personen) jüdisch.
2012 waren 47,7 % der Einwohner evangelisch und 24,0 % katholisch. Die übrige 28,3 % gehörten anderen Glaubensgemeinschaften an oder waren konfessionslos. Die Anteile der Protestanten und der Katholiken sind seitdem gesunken. Derzeit (Stand November 2024) liegt der Anteil der evangelischen Bürger bei 35,9 %, der katholischen bei 20,3 % und der sonstigen bei 44,8 %.

## Politik

### Gemeinderat

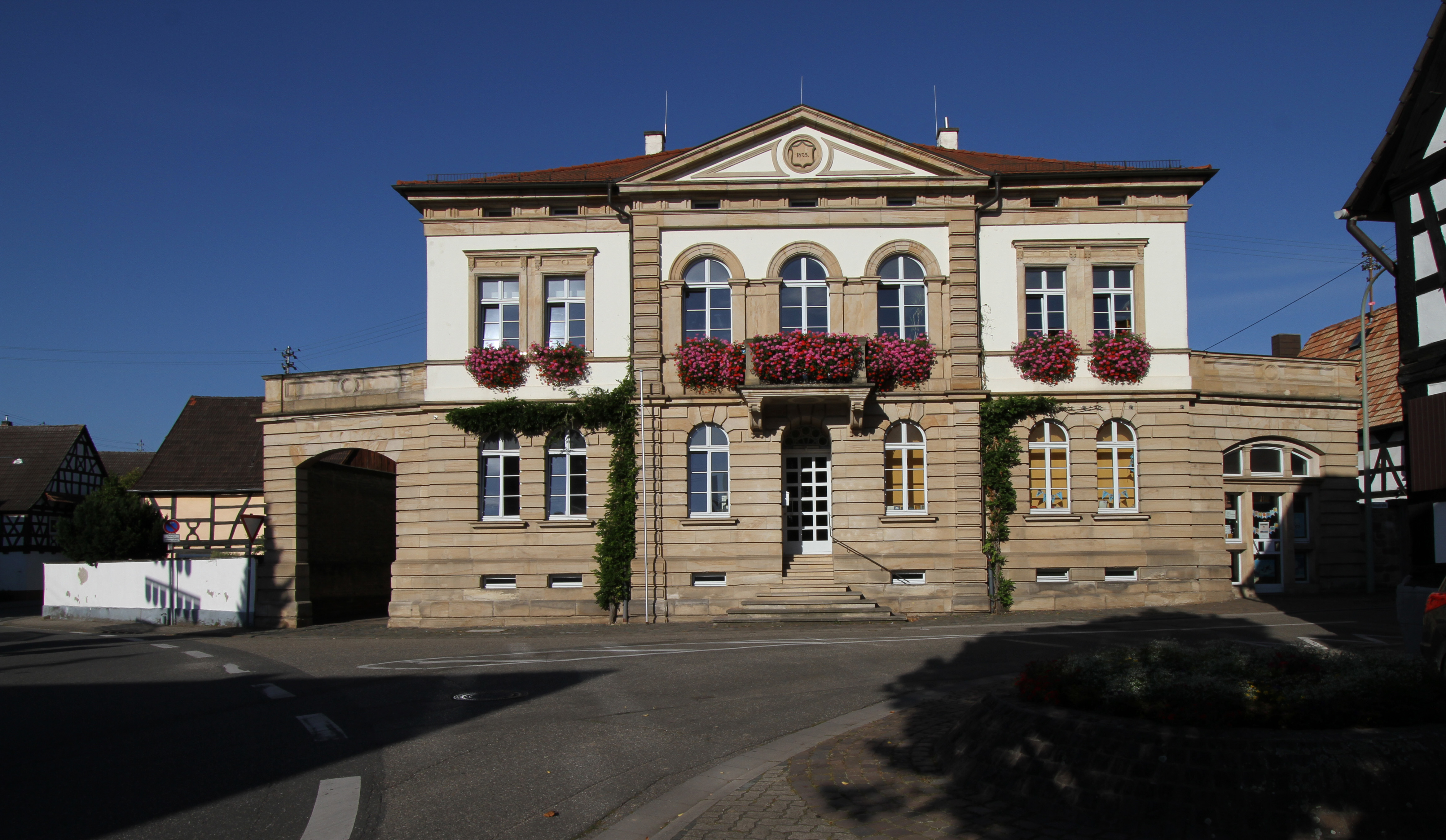
Rathaus

Der Gemeinderat in Lustadt besteht aus 20 Ratsmitgliedern, die bei der Kommunalwahl am 9. Juni 2024 in einer personalisierten Verhältniswahl gewählt wurden, und dem ehrenamtlichen Ortsbürgermeister als Vorsitzendem.
Die Sitzverteilung im Gemeinderat:
| Wahl | SPD | CDU | FWG | FWL | WVL | Gesamt   |
| ---- | --- | --- | --- | --- | --- | -------- |
| 2024 | 6   | 4   | 6   | 4   | –   | 20 Sitze |
| 2019 | 5   | 5   | 6   | 4   | –   | 20 Sitze |
| 2014 | 7   | 4   | 4   | 3   | 2   | 20 Sitze |
| 2009 | 7   | 5   | 2   | 4   | 2   | 20 Sitze |
| 2004 | 6   | 5   | 2   | 4   | 3   | 20 Sitze |

- FWG = Freie Wählergruppe der Ortsgemeinde Lustadt e. V.
- FWL = Freie Wählerliste der Ortsgemeinde Lustadt e. V.
- WVL = Wähler-Vereinigung-Lustadt e. V.

### Bürgermeister
Volker Hardardt (parteilos) wurde 2014 Ortsbürgermeister von Lustadt. Bei der Direktwahl am 26. Mai 2019 wurde er mit einem Stimmenanteil von 52,55 % und am 9. Juni 2024 als einziger Bewerber mit 69,3 % jeweils für weitere fünf Jahre in seinem Amt bestätigt. Sein Vorgänger Ulrich Lothringen (CDU) hatte das Amt 25 Jahre ausgeübt.

### Wappen
| Wappen von Lustadt | Blasonierung: „In Rot ein durch einen silbernen Balken geteilter und oben durch einen silbernen Pfahl gespaltener silberner Ring, in der unteren Hälfte ein schwebendes achtspitziges silbernes Johanniterkreuz.“ |
| Wappen von Lustadt | Es wurde 1973 von der Bezirksregierung Neustadt genehmigt und entstand aus der Vereinigung der Symbole der historischen Wappen von Nieder- und Oberlustadt.                                                       |

### Partnerschaften
Es existiert eine Partnerschaft mit der französischen Gemeinde Rosny-sur-Seine.

## Kultur und Sehenswürdigkeiten

### Kulturdenkmäler

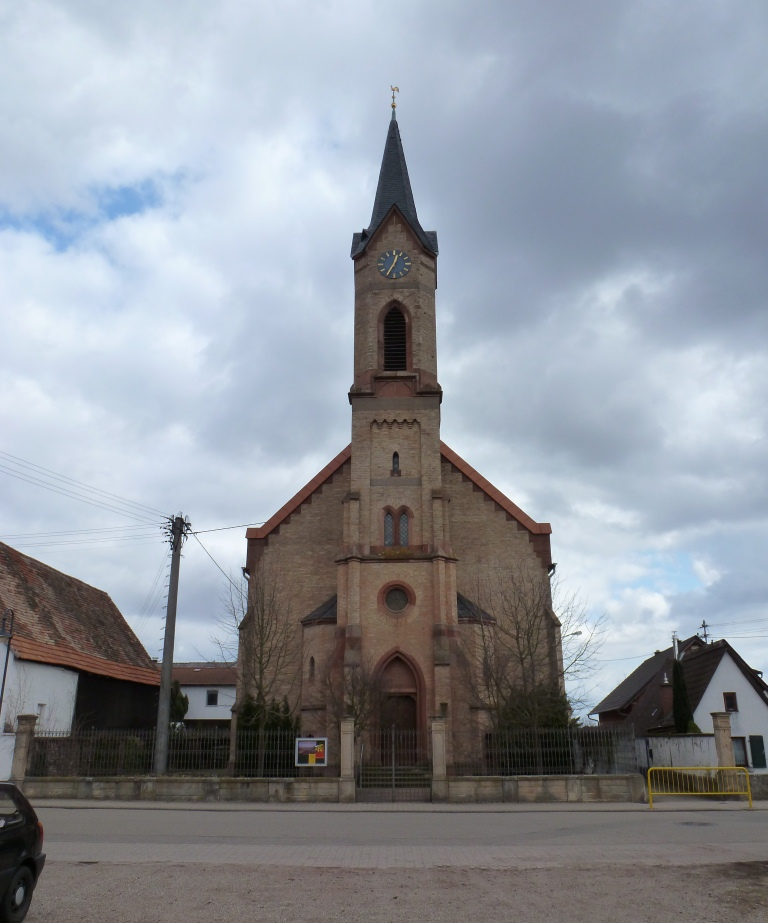
Denkmalgeschützte evangelische Christuskirche in Niederlustadt

Der Ortskern von Oberlustadt und der Jüdische Friedhof sind als Denkmalzonen ausgewiesen.
Hinzu kommen zahlreiche Einzelobjekte, die unter Denkmalschutz stehen, darunter das Empfangsgebäude des früheren Bahnhofs Lustadt.

### Natur
Innerhalb des Gemeindegebiets existieren drei Naturdenkmale. Im Zuge einer Maßnahme der Aktion Pfalzstorch nahm ab der Jahrtausendwende in der Region um die Queich und somit ebenso im Gemeindegebiet die Brutpopulation von Weißstörchen deutlich zu.

### Regelmäßige Veranstaltungen
Jährlich finden um den Frühlingsanfang der Sommertagsumzug statt und um den 1. Mai auf dem Handkeesplatz im Maiblumenwald zwischen Lustadt und der Nachbargemeinde Zeiskam das Loschter Handkeesfescht statt, dessen Name auf Hochdeutsch Lustadter Handkäsefest lauten würde. Die Besucherzahl des größten örtlichen Festes, das bereits 1925 auf Initiative von Georg Lehr und Georg Ott zustande kam und seither regelmäßig gefeiert wird, liegt um 40.000.

### Religion
Aufgrund der bis 1969 bestehenden Teilung in Ober- und Unterlustadt bestehen in Lustadt vier Kirchen (je eine protestantische und eine römisch-katholische Kirche im Ober- und Unterdorf).
Zur katholischen Pfarrei Bellheim gehören die beiden Pfarrkirchen St. Johannes der Täufer (Oberdorf) und St. Laurentius (Unterdorf). 
Die Apostelkirche (Oberdorf) sowie die Christuskirche (Unterdorf) gehören zur Protestantischen Kirchengemeinde Lustadt.

## Wirtschaft und Infrastruktur

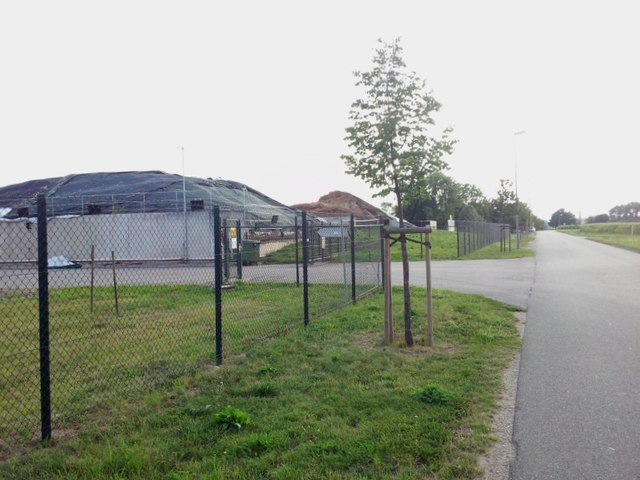
Industriegebiet im Süden der Ortsgemeinde

### Wirtschaft
Teilweise wird vor Ort Wein angebaut; Die Gemeinde ist Bestandteil des Weinanbaugebiets Pfalz. Um 1500 wurde vor Ort älteste bekannte Hausrebe gepflanzt. Die von 2006 bis 2015 existierende A&S Verpackungsservice GmbH, die ein Tochterunternehmen von Straub-Verpackungen war, hatte ihren Sitz in der Gemeinde.

### Verkehr
Lustadt liegt unmittelbar südlich der zweispurigen Bundesstraße 272 (Landau–Schwegenheim), die als Ortsumgehung fungiert, und vier Kilometer westlich der vierspurigen Bundesstraße 9 (Ludwigshafen-Karlsruhe), die über die Anschlussstelle Schwegenheim erreicht wird. Von ersterer zweigt die Kreisstraße 2, die in das Siedlungsgebiet der Gemeinde führt. die mitten durch den Ort führende Kreisstraße 3 stellt eine Verbindung mit Westheim und Zeiskam her.
Bis zur Stilllegung der Bahnstrecke Germersheim–Landau im Dezember 1991 gab es den Bahnhof Lustadt. Seit Mai 2006 läuft auf einem Großteil der alten Trasse als touristische Attraktion ein Draisinenverkehr. An diesem Abschnitt (Bornheim–Westheim) liegt auch Lustadt. Der tägliche Öffentliche Personennahverkehr wird hier auf dem Buslinie 509 nach Neustadt an der Weinstraße und der Buslinie 590 angeboten, die eine Verbindung mit Landau in der Pfalz sowie Germersheim herstellt.

### Behörden
Die Gemeinde gehört zum Zuständigkeitsbereich des Amtsgericht Germersheim.

## Persönlichkeiten

### Ehrenbürger
- 1953, 9. Juli: Jakob Lehr (* 7. Februar 1891; † 23. Juli 1954), Fabrikant[19]
- 1953, 9. Juli: Georg Lehr (* 9. Januar 1893; † 9. März 1980), Fabrikant,[20] Mitbegründer des Loschter Handkeesfeschts
- 1973, 31. Mai: Friedrich Heckel (* 20. Dezember 1901; † 14. September 1974), Lehrer und Heimatforscher[21]
- 1981, 19. April: Sr. Magdalena, geb. Magdalena Lechner (* 16. Februar 1900; † 8. April 1985)[22]
- 1994, 27. August: Max Seither (* 7. Februar 1914; † 12. Mai 2003), Politiker (SPD), ab 1969 Bürgermeister von Lustadt[23]
- 2000, 29. November: Gustav Schuh (* 30. Dezember 1910; † 1. Juni 2002), Landwirt, Bürgermeister 1946 bis 1957[24]
- 2015, 11. Januar: Ulrich Lothringen (* 6. September 1946), Politiker (CDU), Ortsbürgermeister von 1989 bis 2014, wurde am 11. Januar 2015 für seine Verdienste um die Gemeinde gewürdigt.[25][16]

### Söhne und Töchter der Gemeinde
- Augustin Violet (1799–1859), erster pfälzischer Taubstummenlehrer
- Martin Hemmer (1863–1947), katholischer Priester und Prälat
- Simon Reinach (1866–1936), Vater der Schauspielerin Alice Reinheart
- Leo Mohr (1874–1918), Mediziner
- Jakob Nagel (1899–1973), Staatssekretär der Deutschen Reichspost 1937–1945
- Albert Multer (1904–1975), Fußballschiedsrichter
- Werner Doppler (* 1941), Agrarökonom und Wirtschaftswissenschaftler an der Universität Hohenheim

### Personen, die vor Ort wirken oder gewirkt haben
- Anna von Lustadt († 1485), Zisterzienser–Äbtissin des Klosters Rosenthal (Pfalz); Grabplatte in der dortigen Kirchenruine erhalten
- Jakob Schwalb (1872–1934), Priester, zeitweise Kaplan in Oberlustadt
- Paul Ginthum (1894–1959), Schriftsteller, lebte vor Ort
- Peter Brauchle (* 1970), Bildhauer, wohnt und arbeitet im Ort.
- Matthias Joa (* 1981), Politiker (AfD), wohnte zeitweise im Ort.
- Dorothea Reichert, Trägerin des Verdienstordens des Landes Rheinland-Pfalz, lebt vor Ort.